# Comuna Zadvarje, Split-Dalmația
Zadvarje este o comună în cantonul Split-Dalmația, Croația, având o populație de 289 de locuitori (2011).

## Demografie
Componența etnică a comunei Zadvarje
     Croați (99,31%)
     Necunoscut (0%)
     Neclasificat (0%)
Componența confesională a comunei Zadvarje
     Catolici (96,19%)
     Necunoscută (1,73%)
     Alte religii (2,08%)
Conform recensământului din 2011, comuna Zadvarje avea 289 de locuitori. Din punct de vedere etnic, majoritatea locuitorilor (99,31%) erau croați. Din punct de vedere confesional, majoritatea locuitorilor (96,19%) erau catolici. Pentru 1,73% din locuitori nu este cunoscută apartenența confesională.